# Danijela Petković
Danijela Petković je hrvatska rukometašica.
Za seniorsku reprezentaciju igrala je na Mediteranskim igrama 1993. godine.